# Hierodula philippina
Hierodula philippina är en bönsyrseart som beskrevs av Max Beier 1966. Hierodula philippina ingår i släktet Hierodula och familjen Mantidae. Inga underarter finns listade i Catalogue of Life.